# Соня Кастль
Соня Кастль (хорв. Sonja Kastl; нар. 14 липня 1929, Загреб, Королівство Югославія) — хорватська акторка театру та кіно, вчитель, хореограф та танцівниця.

## Біографія
Народилась 1929 року в Загребі в родині хорватських євреїв. Батько Джуро був архітектором, а мати Йосипа була оперною співачкою. Йосипа досить швидко закінчила свою кар'єру, оскільки родина батька не схвалювала її рід занять. Сім'я має родинні зв'язки з хорватським політиком Степаном Радичем. 
Танцями Соня почала займатися у п'ять років у танцювальній школі Мір'яни Янечек Стропник. Будучи школяркою, танцювала в театрі «Дитяча імперія». У театрі дівчина співала та танцювала в балетах «Червона шапочка», «Три дівчини» та «Королева ляльок». 1944 року почала професійну кар'єру балерини в Загребській опері. З 1947 року виконувала соло ролі. 1949 року знялась у фільмі «Прапор», зігравши перспективну молоду балерину Марію. Вона також зіграла у таких балетах як «Спляча красуня», «Балада про середньовічне кохання», «Ромео і Джульєтта», «Коппелія», «Попелюшка», «Бій амазонок», «Чудесний Мандарин» та «Дияволи з Лудена». З останнім гастролювала по світу разом з хореографами Піо та Піною Млакар. У віці 35 років через ушкоджене коліно завершила кар'єру балерини. Невдовзі стала директором Хорватського національного театру в Загребі. 
1991 року отримала премію Владимира Назора за особливі досягнення у житті. 2007 року вийшли її мемуари «Танцювати — значить жити», написані співаком та письменником Давором Шопфом та танцівником і критиком балету Младеном Вучковичем.